# Rauno Pajuviidik
Rauno Pajuviidik (ur. 13 listopada 1990) – estoński zapaśnik walczący w stylu klasycznym. Zajął osiemnaste miejsce na mistrzostwach Europy w 2014. Brązowy medalista mistrzostw nordyckich w 2014 roku.